# Лозинський Іван Олександрович
Іван Олександрович Лозинський (бл. 1770, с. Рожиці (Рожище) на Волині — бл. 1850, Харків) — український педагог, композитор. Навчався до 1791 у Варшаві, 1799—1801 — вчитель музики в Уманському училищі, 1811-15 — в Курській гімназії, 1821—37 — викладач Харківського університету. Автор першої в Україні «Школи скрипкової ігри».
Твори:
- Концерт і «Урочистий хор на перемогу ворога в Європі» (1815);
- для оркестру — Симфонія, увертюри, Концерт для кларнета (1831);
- Квартет; Варіації для флейти та ін.